# Еткуль (озеро)
Етку́ль — озеро в Еткульском районе Челябинской области, в непосредственной близости от одноимённого села. Площадь поверхности — 4,54 км², средняя глубина — 2,2 м, максимальная — 3,4 м.
Название по одной из версий произошло от башкирского эт — «собака» и күл — «озеро», то есть «собачье озеро». Также, возможно, в основе названия лежит тюркское личное мужское имя Иткол (Этҡол), известное у башкир.
Озеро Еткуль нанесено на карту ещё в 1742 году. Очертания озера близки к современным: по форме оно напоминает боб.
Некогда в озеро впадала речка Севастьянка. Теперь она перекрыта, обмелела и не имеет течения. Но вполне допустимо, что болота к западу от Еткуля — Геранькино, Моховое, Ершово, Шахматово когда-то соединялись между собой и через Севастьянку сбрасывали лишнюю воду в озеро Еткуль.
Из озера вытекает протока в сторону деревни Печёнкино, которая впадает в озеро Хохловатое.
В озере водятся карась и гольян. Разводили сырка, часто попадается ротан.
В озере растёт тростник, камыш, осока, рдест, роголистник, харовые и другие водоросли.
Вдоль северного и западного берега расположено село Еткуль. На восточном берегу находится реликтовый сосновый бор.
На дне озера обнаружены запасы сапропелей — 14,3 млн м³.